# (52387) Huitzilopochtli
(52387) Huitzilopochtli ist ein Asteroid vom Amor-Typ, der am 20. Juli 1993 vom belgischen Astronomen Eric Walter Elst am La-Silla-Observatorium (IAU-Code 809) der Europäischen Südsternwarte in Chile entdeckt wurde.
Der Himmelskörper wurde am 12. März 2017 nach dem Kriegs- und Sonnengott Huitzilopochtli der aztekischen Mythologie benannt, der auch Vitzliputzli genannt wird und der Schutzpatron der Stadt Tenochtitlán war.